# Sukinanda
"#sukinanda" (＃好きなんだ, "Hashtag Sukinanda") é o 49º single do girl group idolo  japonês AKB48. Foi lançado no Japão em 30 de agosto de 2017.
O single vendeu 1.036.551 cópias físicas em seu primeiro dia, de acordo com a Oricon.

## Lista de músicas
| Type A - CD |                                                                      |                |         |         |  |
| N.º         | Título                                                               | Compositor(es) | Arranjo | Duração |  |
| 1.          | "#sukinanda" (#好きなんだ)                                           |                |         | 4:30    |  |
| 2.          | "Darashinai Aishikata" (だらしない愛し方) (performed by Undergirls)  |                |         |         |  |
| 3.          | "Tomadotte Tameratte" (戸惑ってためらって) (performed by Next Girls) |                |         |         |  |
| 4.          | "#sukinanda off vocal ver."                                          |                |         |         |  |
| 5.          | "Darashinai Aishikata off vocal ver."                                |                |         |         |  |
| 6.          | "Tomadotte Tameratte off vocal ver."                                 |                |         |         |  |

| DVD |                                    |         |  |
| N.º | Título                             | Duração |  |
| 1.  | "#sukinanda Music Video"           |         |  |
| 2.  | "Darashinai Aishikata Music Video" |         |  |
| 3.  | "Tomadotte Tameratte Music Video"  |         |  |

| Tipo B - CD |                                                                                 |         |         |  |
| N.º         | Título                                                                          | Arranjo | Duração |  |
| 1.          | "#sukinanda" (#好きなんだ)                                                      |         |         |  |
| 2.          | "Darashinai Aishikata" (だらしない愛し方) (performed by Future Girls)           |         |         |  |
| 3.          | "Jibuntachi no Koi ni Kagitte" (自分たちの恋に限って) (performed by Next Girls) |         |         |  |
| 4.          | "#sukinanda off vocal ver."                                                     |         |         |  |
| 5.          | "Darashinai Aishikata off vocal ver."                                           |         |         |  |
| 6.          | "Jibuntachi no Koi ni Kagitte off vocal ver."                                   |         |         |  |

| DVD |                                            |         |  |
| N.º | Título                                     | Duração |  |
| 1.  | "#sukinanda Music Video"                   |         |  |
| 2.  | "Darashinai Aishikata Music Video"         |         |  |
| 3.  | "Jibuntachi no Koi ni Kagitte Music Video" |         |  |

| Tipo C - CD |                                                                       |         |         |  |
| N.º         | Título                                                                | Arranjo | Duração |  |
| 1.          | "#sukinanda" (#好きなんだ)                                            |         |         |  |
| 2.          | "Darashinai Aishikata" (だらしない愛し方) (performed by Future Girls) |         |         |  |
| 3.          | "Tsuki no Kamen" (月の仮面) (performed by Upcoming Girls)             |         |         |  |
| 4.          | "#sukinanda off vocal ver."                                           |         |         |  |
| 5.          | "Darashinai Aishikata off vocal ver."                                 |         |         |  |
| 6.          | "Tsuki no Kamen off vocal ver."                                       |         |         |  |

| DVD |                                    |         |  |
| N.º | Título                             | Duração |  |
| 1.  | "#sukinanda Music Video"           |         |  |
| 2.  | "Darashinai Aishikata Music Video" |         |  |
| 3.  | "Tsuki no Kamen Music Video"       |         |  |

| Tipo D - CD |                                                                        |         |         |  |
| N.º         | Título                                                                 | Arranjo | Duração |  |
| 1.          | "#sukinanda" (#好きなんだ)                                             |         |         |  |
| 2.          | "Darashinai Aishikata" (だらしない愛し方) (performed by Future Girls)  |         |         |  |
| 3.          | "Private Summer" (プライベートサマー) (performed by Showroom Senbatsu) |         |         |  |
| 4.          | "#sukinanda off vocal ver."                                            |         |         |  |
| 5.          | "Darashinai Aishikata off vocal ver."                                  |         |         |  |
| 6.          | "Private Summer off vocal ver."                                        |         |         |  |

| DVD |                                    |         |  |
| N.º | Título                             | Duração |  |
| 1.  | "#sukinanda Music Video"           |         |  |
| 2.  | "Darashinai Aishikata Music Video" |         |  |
| 3.  | "Private Summer Music Video"       |         |  |

| Tipo E - CD |                                                                       |         |         |  |
| N.º         | Título                                                                | Arranjo | Duração |  |
| 1.          | "#sukinanda" (#好きなんだ)                                            |         |         |  |
| 2.          | "Darashinai Aishikata" (だらしない愛し方) (performed by Future Girls) |         |         |  |
| 3.          | "Give Up wa Shinai" (ギブアップはしない) (Tofu Pro Wrestling song)    |         |         |  |
| 4.          | "#sukinanda off vocal ver."                                           |         |         |  |
| 5.          | "Darashinai Aishikata off vocal ver."                                 |         |         |  |
| 6.          | "Give Up wa Shinai off vocal ver."                                    |         |         |  |

| DVD |                                    |         |  |
| N.º | Título                             | Duração |  |
| 1.  | "#sukinanda Music Video"           |         |  |
| 2.  | "Darashinai Aishikata Music Video" |         |  |
| 3.  | "Give Up wa Shinai Music Video"    |         |  |

| Edição de Teatro (Apenas CD) |                                                                                  |         |         |  |
| N.º                          | Título                                                                           | Arranjo | Duração |  |
| 1.                           | "#sukinanda" (#好きなんだ)                                                       |         |         |  |
| 2.                           | "Darashinai Aishikata" (だらしない愛し方) (performed by Future Girls)            |         |         |  |
| 3.                           | "Dakitsukō ka?" (抱きつこうか？) (performed by AKB48's 16th generation trainees) |         |         |  |
| 4.                           | "#sukinanda off vocal ver."                                                      |         |         |  |
| 5.                           | "Darashinai Aishikata off vocal ver."                                            |         |         |  |
| 6.                           | "Dakitsukō ka? off vocal ver."                                                   |         |         |  |

## Histórico de lançamentos
| Região            | Lançamento           | Formato                       | Rótulo                                                     |
| ----------------- | -------------------- | ----------------------------- | ---------------------------------------------------------- |
| Japão             | 30 de agosto de 2017 | CD Download digital streaming | King Records (You be cool!)                                |
| Hong Kong, Taiwan | 30 de agosto de 2017 | CD Download digital streaming | King Records                                               |
| Coreia do Sul     | 24 de agosto de 2018 | Download digital streaming    | Stone Music Entertainment Genie Music King Records (Japan) |